# (6216) San Jose
(6216) San Jose es un asteroide perteneciente al cinturón de asteroides, región del sistema solar que se encuentra entre las órbitas de Marte y Júpiter, descubierto el 30 de septiembre de 1975 por Schelte John Bus desde el Observatorio del Monte Palomar, Estados Unidos.

## Designación y nombre
Designado provisionalmente como 1975 SJ. Fue nombrado San Jose en homenaje a la ciudad del norte de California, para reconocerla como capital de Silicon Valley y para honrarla como líder mundial en innovación e investigación de tecnología avanzada. El área de San José, hogar de los indios Ohlone, fue colonizada por los españoles en 1777. En 1849, se convirtió en la primera capital del estado de California. Desde entonces se ha convertido en un área metropolitana importante y ahora es la undécima ciudad más grande de los Estados Unidos. San José ha hecho una importante contribución a la astronomía a través de su relación de cooperación y amistad con el Observatorio Lick, que se encuentra a 20 millas al este en la cumbre del Monte Hamilton.

## Características orbitales
San Jose está situado a una distancia media del Sol de 2,757 ua, pudiendo alejarse hasta 3,033 ua y acercarse hasta 2,481 ua. Su excentricidad es 0,099 y la inclinación orbital 3,764 grados. Emplea 1672,57 días en completar una órbita alrededor del Sol.

## Características físicas
La magnitud absoluta de San Jose es 13. Tiene 8,033 km de diámetro y su albedo se estima en 0,208. 